# Safari (film, 2009)
Pour les articles homonymes, voir Safari (homonymie).
Pour plus de détails, voir Fiche technique et Distribution.
Safari est une comédie française réalisée par Olivier Baroux sur le scénario de Jean-Paul Bathany, Olivier Baroux, Richard Grandpierre, Pascal Plisson, mettant en scène Kad Merad dans le rôle de Richard Dacier, sortie le 1er avril 2009 en France, Belgique et Suisse.

## Synopsis
Six touristes français ont décidé de découvrir l'Afrique du Sud au cours d'un safari organisé par Richard Dacier (Kad Merad). Ils ignorent que leur guide n'a pas mis les pieds dans la brousse depuis trente ans et qu'il a peur des animaux.

## Fiche technique
- Titre original : Safari
- Réalisation : Olivier Baroux
- Scénario : Olivier Baroux, Jean-Paul Bathany, Richard Grandpierre et Pascal Plisson, d'après une idée originale de Richard Grandpierre et Pascal Plisson
- Musique : Martin Rappeneau
- Décors : Riccardo Pugliese
- Costumes : Nadia Chmilevsky
- Photographie : Arnaud Stefani
- Son : Lucien Balibar, Damien Lazzerini, Thomas Gauder
- Montage : Florent Vassault et Richard Marizy
- Production : Richard Grandpierre
  - Production déléguée : Frédéric Doniguian
  - Production associée : Bruno Coulon
- Sociétés de production[2] : Eskwad, en coproduction avec Pathé, TF1 Films Productions et M6 Films, avec la participation de Canal+ et TPS Star
- Sociétés de distribution[3] : Pathé Distribution (France) ; Alternative Films (Belgique) ; Pathé Films AG (Suisse romande)
- Budget : 15 027 666 €[4]
- Pays de production :  France
- Langue originale : français
- Format[3] : couleur - 35 mm - son Dolby DTS
- Genre : comédie, aventures
- Durée : 97 minutes
- Dates de sortie[5] :
  - France, Belgique, Suisse romande : 1er avril 2009[6],[7]
  - Québec : 2009[8]
- Classification[9] :
  - France : tous publics (conseillé à partir de 10 ans)[10],[11]
  - Belgique : tous publics (Alle Leeftijden)[6]
  - Suisse romande : interdit aux moins de 10 ans[12]
  - Québec : tous publics (G - General Rating)[8]

## Distribution
- Kad Merad : Richard Dacier
- Lionel Abelanski : Benoît
- Valérie Benguigui : Magalie
- Frédérique Bel : Fabienne
- Guy Lecluyse : Bertrand
- David Saracino : Rémi
- Nicolas Marié : Monsieur Charles
- Greg Germain : Bako
- Frédéric Proust : Becker
- Yannick Noah : Sagha
- Omar Sy : Youssouf Hammal
- Jean-François Fagour : Chouchou
- Arièle Semenoff : Madame Solanse
- Alain Doutey : Monsieur Solanse
- Florence Muller : Nicole
- Mark Mehal : Jawaal
- Maka Sidibé : Azaan
- Ali Karamoko : Momo
- Didier Moestus : Soldat douane

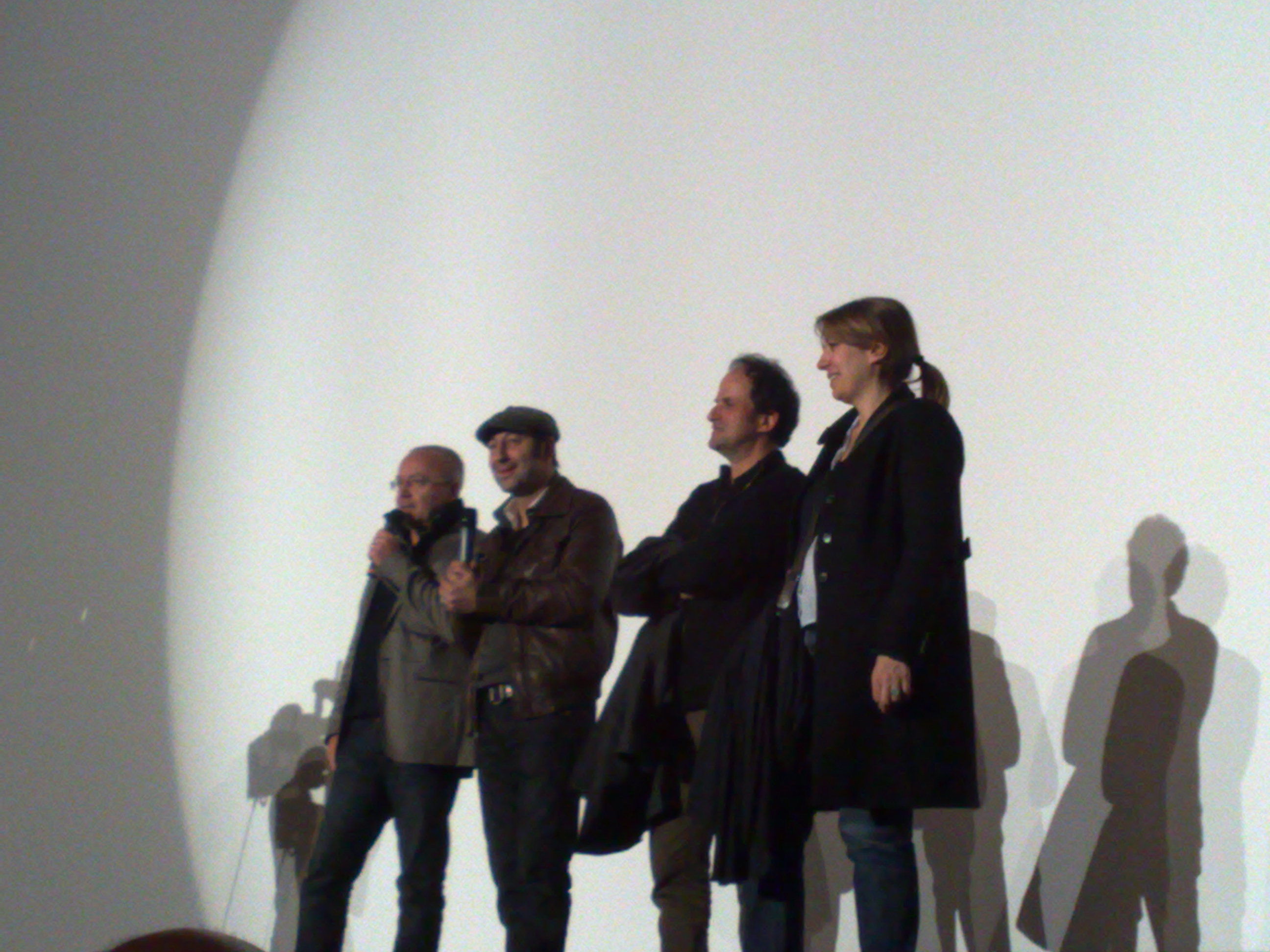
Olivier Baroux, Kad Merad, Lionel Abelanski et Valérie Benguigui à une avant-première.

- Billing Mwimbe Siwila : Soldat rebelle
- Philippe Lefebvre : Le producteur
- Vincent Lambert : Le sans-culotte
- Günther Germain : Bako jeune
- Mickael Michaelides : Dacier enfant
- Akihiro Nishida : Le japonais
- Asa Jogi : Le sorcier
- Jean Eli Kalunga Moto : Enfant clinique

## Musique
Le groupe danois Alphabeat a composé la bande originale du film, notamment avec le tube Fascination.

## Accueil

### Box-office
- Box-office France : 1 949 128 entrées au 19 mai 2009, date de fin d'exploitation et 2 033 727 en Europe (France incluse)[13]

## Analyse

### Erreurs et incohérences
- Lorsque Dacier « purge » le missile, le câble jaune est branché sur le bouton bleu, alors que sur le plan précédent et le plan suivant, rien n'est branché sur ce bouton.
- À la tombée de la nuit, lors du premier campement, la Grande Ourse est visible dans le ciel. Cette constellation n'est pas visible dans l'hémisphère sud.